# Hall Gasoline Trap

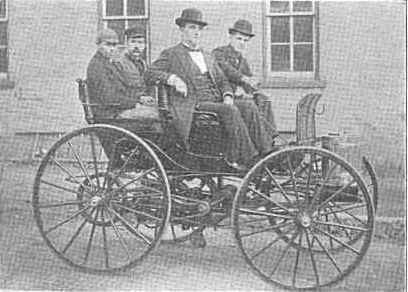
Hall Gasoline Trap (1895).

Der Hall Gasoline Trap ist ein US-amerikanischer Automobil-Prototyp von 1895, der nach einem Umbau im folgenden Jahr Decatur genannt wurde.

## Beschreibung
Das Fahrzeug wurde von John W. Hall & Sons 1895 in Jacksonville (Illinois) gebaut. Das Unternehmen stellte eigentlich Fuhrwerke und Kutschen her, plante aber eine kleine Serie von Gasoline Traps. Trap bezeichnet ursprünglich eine leichte, mehrsitzige Kutsche. Das Gefährt wog ungefähr 320 kg und war als Highwheeler mit besonders großen Kutschenrädern ausgelegt. Es bot Platz für vier Personen, wobei die hinteren Passagiere entweder konventionell sitzen konnten wie in einem Tonneau, oder aber mit dem Rücken zur Fahrtrichtung (Dos-à-dos). Schwachpunkt der gut ausgeführten Konstruktion war der zugekaufte Motor von Kane-Pennington, der mit 4 PS (nach damaliger Berechnungsmethode) zu wenig leistungsfähig war, deutlich mehr wog als die angegebenen knapp 23 kg und alles andere als zuverlässig war; dessen Konstrukteur Edward Joel Pennington steht im Ruf eines Scharlatans und Betrügers.

## Decatur Gasoline Trap
Im folgenden Jahr wurde der Gasoline Trap zum Umbau nach Decatur gesandt. C. V. Walls von der Decatur Gasolene Engine Company stellte fest, dass der Aufbau verstärkt werden musste, um einen kräftigeren Antrieb zu ermöglichen. Diese Arbeiten wurden im Sommer 1896 durchgeführt. Die technisch interessante Lösung sah nun zwei Decatur-Motoren mit je 4 PS (nach damaliger Berechnungsmethode) vor. Walls stellte fest, dass auf „guten Straßen“ 15 mph (etwa 24 km/h) möglich waren. Steigungen schaffte er mit 3 mph (etwa 4,8 km/h).
Letztlich verzichteten sowohl Hall wie Walls auf eine Vermarktung des Fahrzeugs.